# Guido Cavani

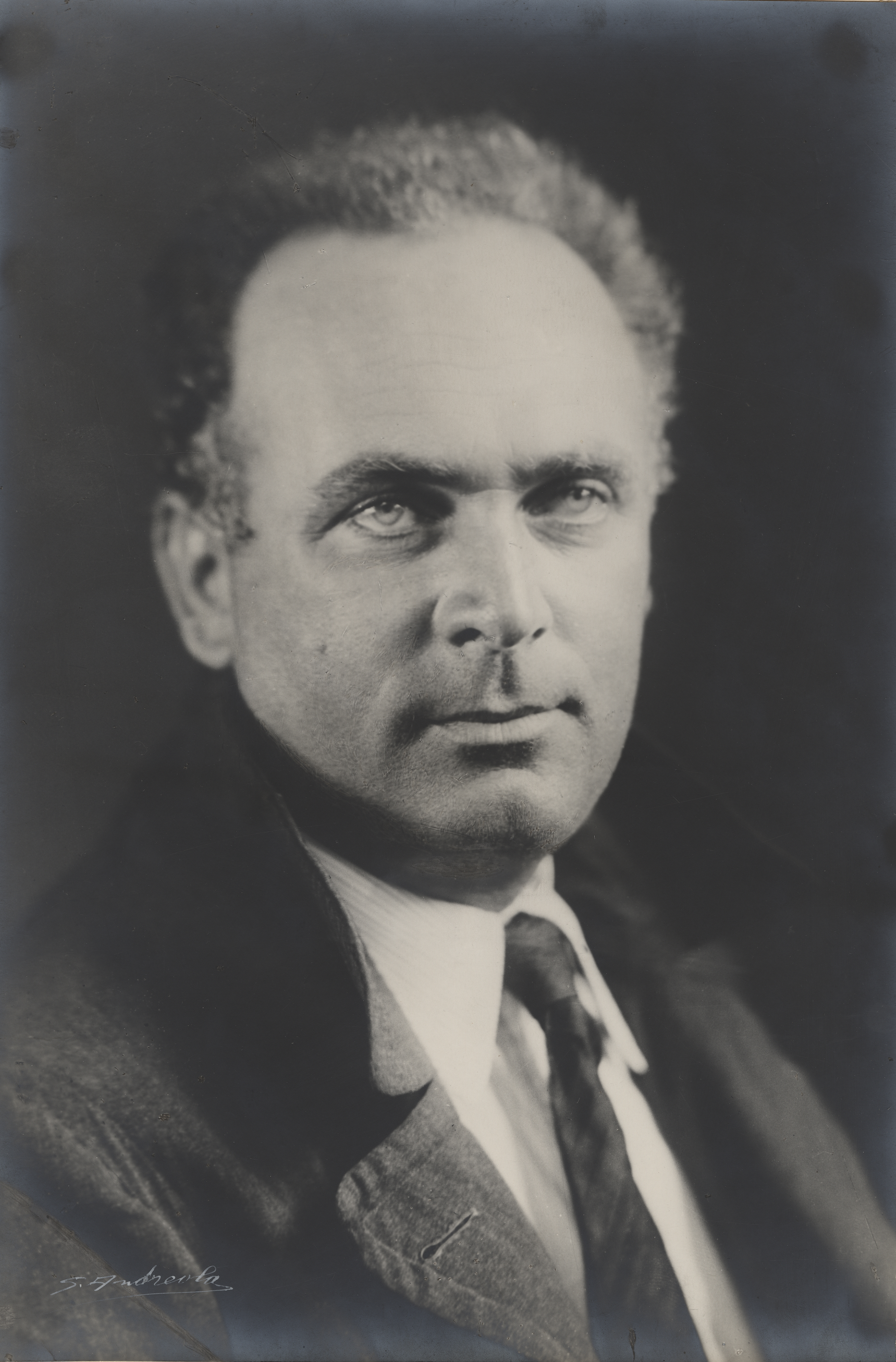
Salvatore Andreola, Il poeta Guido Cavani, 1941, Museo Civico di Modena

Guido Cavani (Modena, 5 ottobre 1897 – Modena, 23 aprile 1967) è stato uno scrittore italiano.

## Biografia
Ha fatto da ragazzo il tipografo; da giovane, il commesso di libreria e l'impiegato in aziende private. Ha preso parte alla prima guerra mondiale come soldato semplice. Dedicatosi alla poesia, appena le sue condizioni finanziarie lo hanno permesso si è improvvisato editore di sé medesimo, pubblicando alcuni libretti di liriche da offrire come dono agli amici. Come Liriche campagnole (1923), Lumi di sera (1940), Solitudini (1950), Misericordia del tempo (1954), Nei ritorni a me stesso (1960).
Alla narrativa è giunto tardi. Zebio Còtal (1958) è il suo primo romanzo, considerato il suo capolavoro; e da quale clima letterario, da quale cultura esso sia germogliato, Pier Paolo Pasolini ha scritto nella sua prefazione al libro. 
Feltrinelli lo pubblica nel 1961 e gli regala la celebrità.
(Dal segnalibro allegato alla prima edizione, a cura dell'editore)

## Premio Letterario Internazionale "Terra di Guido Cavani"
Nel 2014, grazie a un'idea di Moreno Coppedè, nasce il Premio Letterario intitolato alla terra dello scrittore modenese, diventato nel 2016 "Internazionale". Di seguito, l'elenco dei vincitori fino a questo momento:
| Edizione | Anno    | Ente organizzatore        | Sede della Finale             | Sede della Finale                 | Iscritti | Vincitore Racconti inediti Senior                                         | Vincitore Racconti inediti Teen                                                       | Vincitore Ebook editi                                | Vincitore Sceneggiature inedite                                           |
| -------- | ------- | ------------------------- | ----------------------------- | --------------------------------- | -------- | ------------------------------------------------------------------------- | ------------------------------------------------------------------------------------- | ---------------------------------------------------- | ------------------------------------------------------------------------- |
| I        | 2014-15 | APS Gscr Pazzano          | Vignola                       | Rocca di Vignola                  | 49       | Valeria De Cubellis (Riva c/o Chieri, Torino) "Al di là della strada"     | Sezione non presente                                                                  | Sezione non presente                                 | Sezione non presente                                                      |
| II       | 2015-16 | APS Gscr Pazzano          | Maranello                     | Auditorium Enzo Ferrari           | 199      | Chiara Sbrissa (Castelfranco Veneto, Treviso) "Primo giorno di primavera" | Elena Zizzola (Piombino Dese, Padova) "Diario di una ragazza che conosceva il futuro" | Sezione non presente                                 | Sezione non presente                                                      |
| III      | 2016-17 | APS Mondo dello Scrittore | Serramazzoni Fiorano Modenese | Sala Della Cultura Teatro Astoria | 196      | Lisa Laffi (Imola, Bologna) "La signora degli scontrini"                  | Elisabetta Cavallin (Marcon, Venezia) "Rintocchi dal passato"                         | Elena Grilli (Ancona) "Come il mare ad occhi chiusi" | S. Barba/G. Orsini (Pescara) "Cortine"                                    |
| IV       | 2017-18 | APS Mondo dello Scrittore | Vignola                       | Rocca di Vignola                  | 78       | Diego Ria (Calambrone, Livorno) "Lettera di un maggiordomo"               | Marta Graziani (Imola, Bologna) "Ciak, al via il grande copione"                      | Lauro Zanchi (Crema, Cremona) "L'ultimo pensiero"    | Irene Pavan (San Donà di Piave, Venezia) "Il caso della Contessa Comello" |

## Convegni
Il 24 aprile 1982 l'Accademia Nazionale di Scienze, Lettere e Arti di Modena ha organizzato una giornata di studio su Guido Cavani nel XV della morte.  
Il 25 ottobre 1997 si è tenuto a Serramazzoni un convegno a ricordo di Guido Cavani, organizzato dall'Accademia del Frignano "Lo Scoltenna" e dal Comune di Serramazzoni. 
Elenco degli interventi:
Armeno Fontana, Guido Cavani nel centenario della nascita
Enzo Giuliani, Guido Cavani e Serramazzoni
Renato Bertacchini, Per Cavani poeta e narratore
Mario Toni, Un luogo amato da Guido Cavani: la Val Tiepido

## Opere
- Lumi di sera. Guanda, 1940.
- Silvestro. Ferraguti, 1956.
- Nei segni della festa. Ferraguti, 1957.
- Nei ritorni a me stesso. Guanda, 1960.
- Zebio Còtal. Feltrinelli, 1961 (poi Mondadori, 1976; Giunti, 1996; Covilarte, 2008[10]; Isbn edizioni, 2009[11]; readerforblind, 2021[12]
- El Camino de cada uno. Ed. Noguer Barcellona 1962 (Edizione in Spagnolo di Zebio Còtal)
- Il fiume. Cooptip, 1965.
- Il fiume e altri racconti. Rebellato, 1970.
- Silvestro e una novella. Rebellato, 1970.
- Poesie, opera completa a cura di P.Belloi e E.Colombini, Colombini, Modena, 2014  ISBN 978-88-6509-111-1
- Racconti, introduzione di Fabio Marri, Incontri, Sassuolo, 2014.
- Guido Cavani - Romanzi: Zebio Còtal, Il fiume, Creature, a cura di Fabio Marri, Patrizia Belloi, Elis Colombini - Modena 2017 - ISBN 978-88-6509-161-6